# Ty Dolla Sign
Tyrone William Griffin Jr., känd professionellt som Ty Dolla Sign (stiliserat som Ty Dolla $ign eller Ty$), född 13 april 1982 i Los Angeles i Kalifornien, är en amerikansk sångare, låtskrivare och skivproducent. Han blev känd år 2010 då han medverkade som gästartist på rapparen YG:s singel "Toot It and Boot It", som blev hans första mindre hit på Billboard Hot 100. Han fick därefter ett skivkontrakt med Atlantic Records år 2012, följt av ännu ett skivkontrakt med Wiz Khalifas skivbolag Taylor Gang Entertainment år 2013.
Ty Dolla Sign, vars riktiga namn är Tyrone Griffin, har varit gästartist på låtar som "Work from Home" (Fifth Harmony), "Swalla" (Jason Derulo), "Hot Girl Summer" (Megan Thee Stallion), "Hit Different" (SZA), "WusYaName" (Tyler, the Creator) och "Psycho" (Post Malone). Han har också blivit krediterad som låtskrivare och producent, på låtar som "Loyal" (Chris Brown, 2013), "Post to Be" (Omarion, 2014) och "FourFiveSeconds" (Rihanna, Kanye West och Paul McCartney, 2015). Han har mottagit fem nomineringar musikpriset Grammy Award.
Ty Dolla Sign har en dotter, Jailynn (född 2005), vars mor är okänd. Han har åren 2017 till 2019 haft ett förhållande med den före detta Fifth Harmony-medlemmen Lauren Jauregui, 
Den 10 december 2018 blev det känt att Ty Dolla Sign riskerade upp till femton års fängelse på grund av innehav av kokain och marijuana. sedan han varit inblandad i ett trafikstopp i Atlanta. Anklagelserna lades ner sedan han deltagit i ett drogförebyggande program.